# Хутоявр
Хутоя́вр (Говреявр, Хутоярви; фин. Huutojärvi, Tshuörvejaur; устар. Черво озеро, Хуто-Явр, Говре-явр) — озеро на западе Мурманской области, в южной части Печенгского района.
Высота над уровнем моря — 153,6 м. Площадь поверхности — 21,7 км². Через озеро протекает река Валлаш (приток Аккима), вытекая из озера уже под названием Хута.